# マリー・フォックス

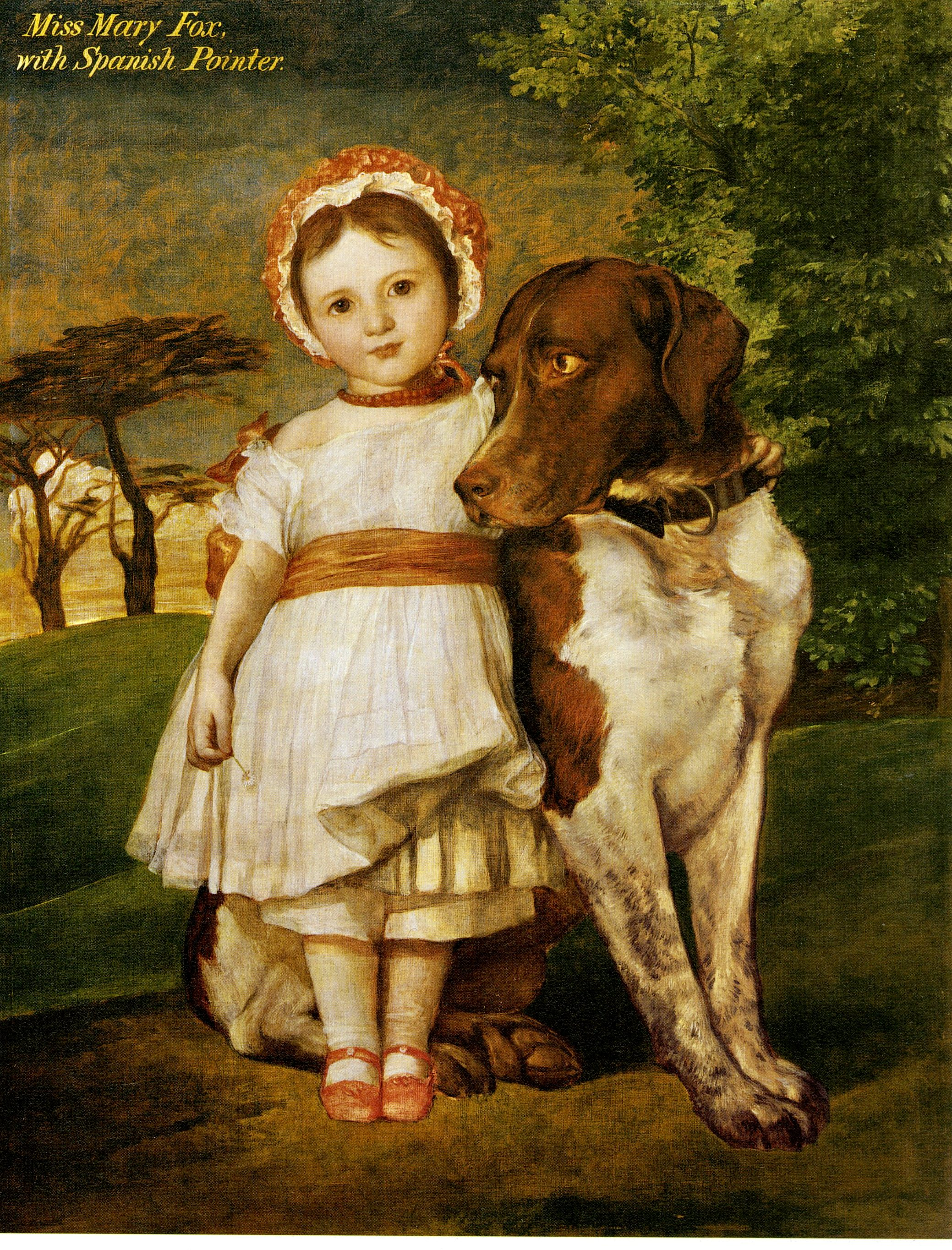
3歳のマリーとポインター種の飼い犬「エラ（Ella）」、ジョージ・フレデリック・ワッツ画、1854年

マリー・ヘンリエット・アデレード・フォックス（英:Marie(Mary) Henriette Adelaide Fox, 1850年12月21日 - 1878年12月26日）は、ヴィクトリア朝時代のイギリスの貴族女性、著作家。リヒテンシュタイン侯子アロイスの最初の妻。結婚後の姓名はマリー・フォン・リヒテンシュタイン（独:Prinzessin Marie von Liechtenstein）。捨て子として生まれながら男爵家の養女となり、結婚によって「プリンセス」の称号を得た。

## 生涯
マリーは1850年12月（ないし1851年1月）にフランス・パリで生まれた。生母の名前はソワソン出身のヴィクトワール・マニー（Victoire Magny）といったが、父親不明の私生児だった。サン＝トーギュスタン教会において洗礼を受け、マリー・アンリエット・アデライード（Marie Henriette Adelaide）と名付けられた。2歳の時にセギン博士（Dr. Séguin）という内科医師によって、養子を探していた第4代ホランド男爵ヘンリー・フォックスとその妻のオーガスタ（Lady Augusta Coventry）に引き取られた。 ホランド卿夫妻には実子がなく、ホランド卿夫人は40歳を過ぎていたため、ホランド卿は女の子を養女にすることを望んでいた。マリーの実の父親が誰なのかは謎のままであった。一説には、マリーは実際には引き取り手のホランド卿と女召使の間に生まれた娘だったと言われている。
男爵家の養女になったマリーには、フォントネー＝オー＝ローズ出身の子守女とマルク夫人（Madame Marque）という養育係が付けられ、1853年6月に新しい両親の自宅であるロンドンのホランド・ハウスに引き取られた。マリーは自分の素性について教えられることなく育ち、養父は1859年に死去した。彼女の18歳の誕生日が近づき、結婚がそう遠い日のことでなくなると、ホランド卿未亡人の法律関係の助言者は、マリーに養子縁組のことを知らせておくよう強く勧めた。ホランド卿未亡人はこの勧めに応じて娘に養子縁組のことを教えたものの、マリーの詳しい身の上について詳しく知っているわけではなかった。マリーの実の両親が誰か知っていた人々は、すでに全員がこの世を去っていた。マリーは真実を知った後、養母とは疎遠になった。養父の妹リルフォード男爵夫人は1867年、姪について「マリーはすっかり成長して大人びてきました。とても可愛くて情の深い娘ですし、何より驚くほど完璧に教育されています」と書いている。
16歳の時、マリーはローズベリー伯爵から求婚されたが、カトリック信徒の彼女は結婚のときに求められるであろう改宗を嫌って求婚を拒んだ。1871年の冬、マリーは母と一緒にナポリに滞在していた折、リヒテンシュタイン侯ヨハン2世の従弟アロイス侯子と知り合い、婚約した。2人の結婚式は1872年6月27日にケンジントンの臨時大聖堂において、ウェストミンスター大司教ヘンリー・マニング枢機卿の司式で執り行われた。結婚式にはヴィクトリア女王の長男ウェールズ公エドワードとその妻の公妃アレグザンドラを始めとする英国王室のメンバーが数多く出席した。花婿の実家リヒテンシュタイン家はマリーとアロイスの身分の釣り合わない結婚を始めは承認しなかったが、その後これを許し、マリーはアロイスの妻としてウィーン社交界に迎えられた。夫妻は間に4人の娘をもうけた。
マリーの実の両親についての噂話は、マリーの結婚後も世間の関心を引き続けた。マリーの実父は高貴な人ではないかという憶測が飛び交っていた。マリーの実父と噂されたフランス人貴族のモンテーギュ侯爵（Marquis de Montaigu）は、彼女の父親だという世間の噂を否定している。
1874年、マリーは自分の育ったホランド・ハウスおよび屋敷の美術コレクションに関する本を執筆・出版した。この本はエイブラハム・ヘイワードのような批評家からは批判されたものの、売れ行きは好調であった。現在、この本は1940年のロンドン大空襲で焼け落ちてしまったこの歴史ある大邸宅に関する貴重な史料となっている。マリーは英語で執筆・出版したこの本を、その後ドイツ語に翻訳して出版している。
また本を出版した頃、養父母の親友で幼い頃のマリーの肖像を描いた画家ジョージ・フレデリック・ワッツに、再び肖像画を描いてもらっている。マリーはワッツを「誠実な友人であり、私の守護者になってくれる賢者」と呼んでいた。マリーは1878年、シュタイアーマルク州ヴィースに建つリヒテンシュタイン家の持ち城の1つブルクスタール城（Schloss Burgstall）で死去した。28歳になったばかりだった。

## 子女
- ゾフィー・マリア・ヨーゼファ（1873年 - 1947年） - 1897年、ウルメーニ・フェレンツと結婚[8]
- ユーリエ・マルガレーテ・マリア（1874年 - 1958年） - 未婚[8]
- ヘンリエッテ・マリア・ヨーゼファ（1875年 - 1958年） - ベネディクト会修道女[8]
- マリー・ヨハンナ・フランツィスカ（1877年 - 1939年） - 1902年、フランツ・フォン・メラン伯爵と結婚し6子をもうける[8]